# Puerta Negra
Puerta Negra är en ort i Mexiko.   Den ligger i kommunen Angel R. Cabada och delstaten Veracruz, i den sydöstra delen av landet, 400 km öster om huvudstaden Mexico City. Puerta Negra ligger 37 meter över havet och antalet invånare är 211.
Terrängen runt Puerta Negra är platt åt nordväst, men åt sydost är den kuperad. Runt Puerta Negra är det ganska tätbefolkat, med 96 invånare per kvadratkilometer. Närmaste större samhälle är Angel R. Cabadas, 2,6 km väster om Puerta Negra. Omgivningarna runt Puerta Negra är en mosaik av jordbruksmark och naturlig växtlighet.